# Kamienica Pod Złotym Berłem we Wrocławiu
Kamienica Pod Złotym Berłem – średniowieczna kamienica, która znajdowała się przy ulicy Kuźniczej 22 we Wrocławiu. 

## Historia
Pierwszy budynek na posesji nr 22 został wzniesiony w XIV lub XV wieku. Był to murowany, jednotraktowy dom gotycki z jedną, a następnie, po przebudowie, z dwiema izbami. Na przełomie XV i XVI wieku budynek został gruntownie przebudowany. Dodano drugie skrzydło, a fasadę kamienicy zwieńczono szczytem. W 1561 roku układ wnętrza z dwu- stał się trzytaktowy, a datę przebudowy wykuto na filarze okiennym. Od początku XVI wieku w kamienicy funkcjonował zajazd, po raz pierwszy notowany pod nazwą „Pod Złotym Berłem” w 1671 roku. W połowie XVII wieku budynek przeszedł przebudowę. W tym okresie powstał prawdopodobnie kartusz z godłem domu, zawieszony na wysokości parteru, ze złoconym napisem w języku polskim: „Wiazdny Dom Pod Złotym Berłem”. W takiej formie budynek dotrwał do 1912 roku, kiedy to miał zostać wyburzony. Przed rozebraniem kamienicę wybroniły władze miasta, wykupując ją i przeprowadzając jej generalny remont. Kolejny remont miał miejsce około 1937 roku.
Część parterową zajmowała gospoda „Pod Złotym Berłem” (niem. Gasthof Zum Golden Zepter), a na wyższych kondygnacjach znajdowały się pokoje gościnne. Jak wynika z książek adresowych z 1852 i 1862 roku kamienicę (prawdopodobnie głównie tylne oficyny) zamieszkiwali przedstawiciele różnych zawodów, m.in. krawiec, szewc, tapicer i litograf. 

### Po 1945 roku
Kamienica nie przetrwała działań wojennych podczas II wojny światowej. Zachowała się jedynie część parterowa. W 1992 roku pozostałe ruiny wyburzono, a w miejscu budynku oraz dawnej kamienicy pod numerem 23 wzniesiono gmach Instytutu Filologii Angielskiej Uniwersytetu Wrocławskiego. Podczas realizowania projektu autorstwa Marii Molickiej i Marka Łukasiewicza z lat 1985–1986 zachowano wiele elementów pierwotnej zabudowy, m.in. średniowieczne i renesansowe relikty dawnego zajazdu. Od strony ulicy Nożowniczej umieszczono tablicę upamiętniającą polskich gości dawnego zajazdu.

### Zajazd „Pod Złotym Berłem”

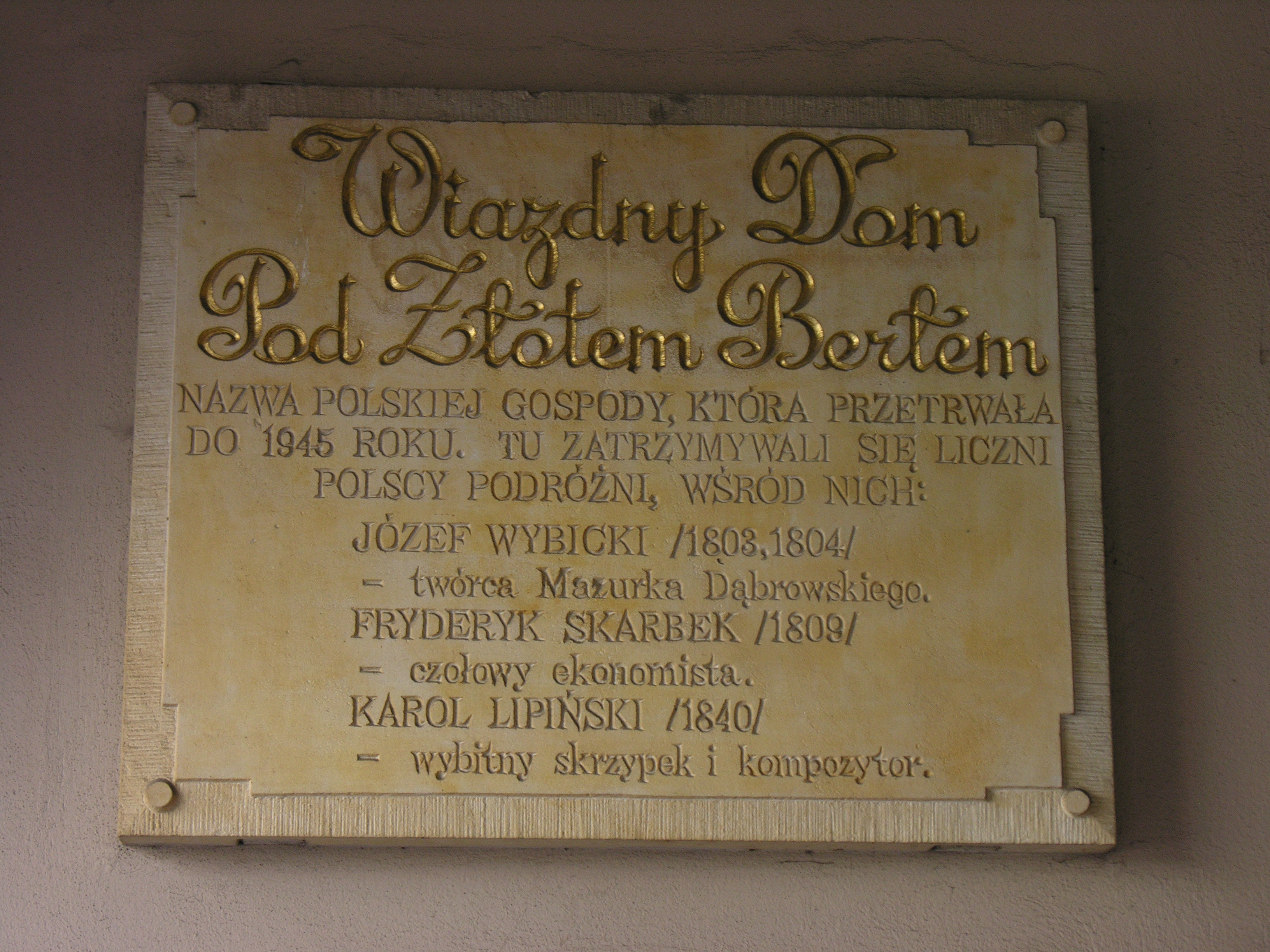
Tablica pamiątkowa na elewacji zajazdu

W części parterowej znajdował się zajazd „Pod Złotym Berłem” założony w 1507 roku. Nad wejściem miał napis w godle: Wjazdny dom „Pod Złotym Berłem”, a pod nim wizerunek ręki z berłem. Był to jeden z najstarszych w mieście i jeden z siedemnastu zajazdów w obrębie murów w XVIII wieku. Jak w „Kronice Wrocławia” odnotował Karl Adolf Menzel, w 1792 roku był on zaliczany do najprzedniejszych gospód Wrocławia. W zajeździe zatrzymywało się wielu znanych Polaków m.in. w latach 1803–1804 mieszkał tu Józef Wybicki, w 1809 zatrzymywał się Fryderyk Florian Skarbek, a w latach 1821–1840 Karol Lipiński. Zajazd odwiedzał również m.in. Theodor Körner, Friedrich Ludwig Jahn, Heinrich Friedrich Karl vom Stein. W 1813 roku podczas wojny z Napoleonem w zajeździe mieszkał baron Ludwig von Lützow, który w budynku otworzył biuro werbunkowe do korpusu ochotniczego Lützowa, złożonego z wrocławskich studentów. Na elewacji budynku znajdowały się liczne tablice upamiętniające wydarzenia związane ze znanymi postaciami tu zatrzymującymi się lub pomieszkującymi. 5 lipca 1927 roku w gospodzie założone zostało Towarzystwo Podróży Kosmicznych (niem. Verein für Raumschiffahrt) – stowarzyszenie miłośników techniki rakietowej. Jego założycielem i pierwszym prezesem był Johannes Winkler, wśród członków znaleźli się m.in. Hermann Oberth i Wernher von Braun. W latach 30. XX wieku zajazd funkcjonował pod nazwą „Zum Landsknecht”. W 1915 roku w gospodzie serwowano piwo „Bolkobräu hell” pochodzące ze świdnickiego browaru Braukomune Schweidnitz.

## Architektura

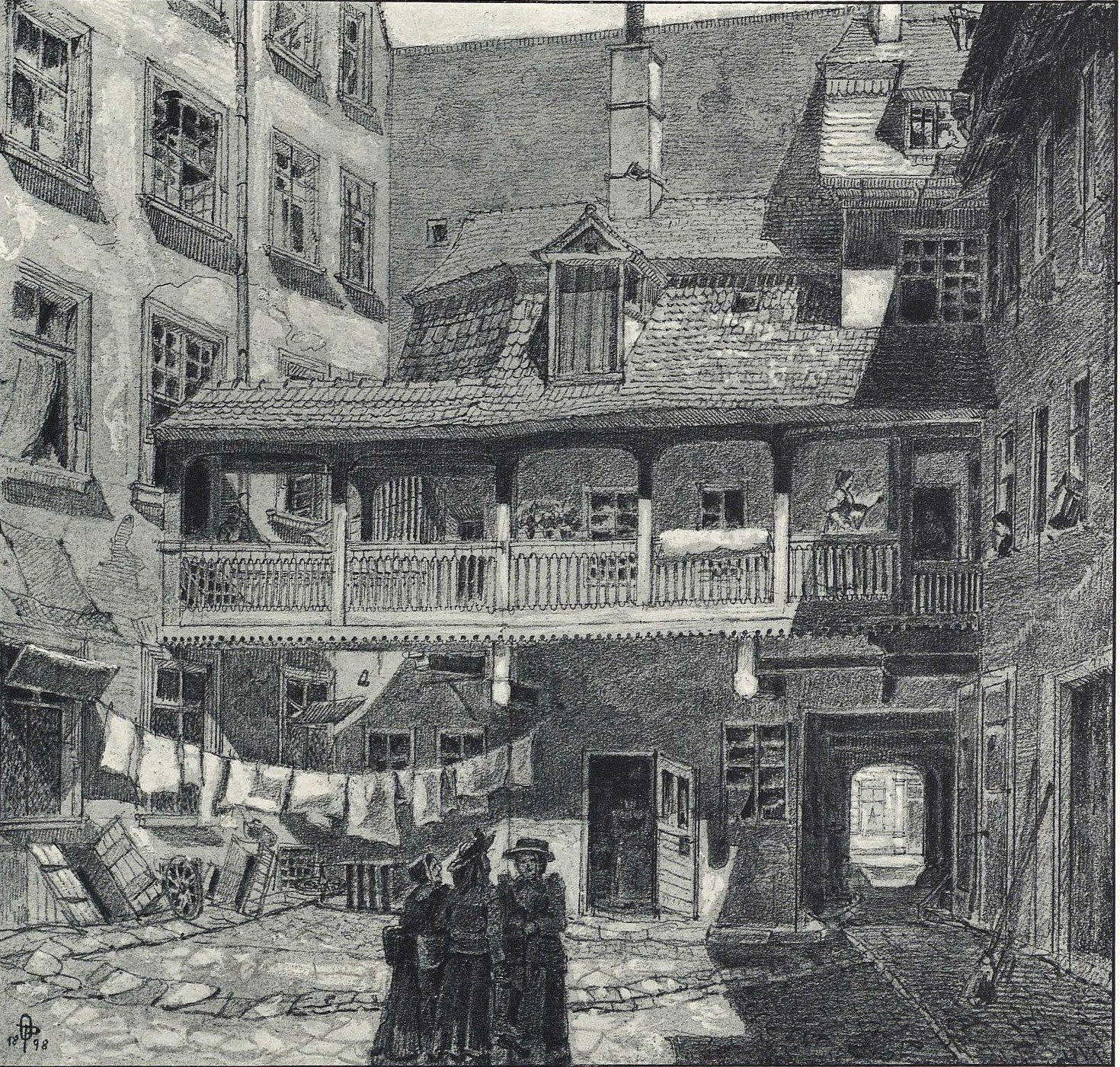
Dziedziniec na tyłach kamienicy „Pod Złotym Berłem” i krużganek

Czterokondygnacyjna, trzytraktowa kamienica zakończona była trzykondygnacyjnym szczytem, oddzielonym od trzeciej kondygnacji wydatnym gzymsem. Podobny gzyms rozdzielał pierwszą i drugą kondygnację szczytową. W czteroosiowej fasadzie otwory okienne drugiej i trzeciej kondygnacji opasane były kamiennymi opaskami i zwieńczone naczółkami pełnymi. W osi północnej w części parterowej znajdowała się brama prowadząca do sieni sklepionej kolebkowo z lunetami oraz do sklepionych kolebkowo piwnic. W części parterowej w tylnym trakcie okna ozdobione były trzema wczesnorenesansowymi kolumnami jońskimi z piaskowca, na których widniała data „1561”.
Według grafiki Ottona Ferdinanda Probsta, sporządzonej w 1898 roku, w tylnej części fasady na wysokości pierwszej kondygnacji znajdował się drewniany krużganek komunikacyjny.